# 4750 Мукаі
4750 Мукаі (4750 Mukai) — астероїд головного поясу, відкритий 15 грудня 1990 року.
Тіссеранів параметр щодо Юпітера — 3,668.